# Lijst van spelers van ONA
Dit is een lijst van voetballers die minimaal één officiële wedstrijd hebben gespeeld in het eerste elftal van de Nederlandse voormalig betaaldvoetbalclub ONA.

## A
- A. van Adrichem
- Theo van Atteveld

## B
- Adrie van den Berg
- Cees van den Berg
- Bor

## C
- Joop Christ

## E
- Adrie Evengroen

## F
- Fluks

## H
- Arie Hersche
- Piet Huisman

## I
- Arie IJsselstein

## J
- Cees de Jong
- Cor de Jong

## K
- Arie Kasbergen
- Cornelis Korporaal
- Jan Kortlever
- Nico Koster
- Jaap van der Kroef

## L
- Gerard Lingen

## M
- Hans Melkert

## N
- Jan Nijman

## O
- Gerrit Oudshoorn
- E. Ouweneel

## P
- Jaap Perdijk

## R
- Cees van Ringelenstein
- C. van Rhijn

## V
- Nico Vat
- Vermeij

## W
- Willemse